# Herbrand Russell, 11:e hertig av Bedford
Herbrand Russell, 11:e hertig av Bedford, född den 19 februari 1858, död den 27 augusti 1940, var son till Francis Russell, 9:e hertig av Bedford och lady Elizabeth Sackville-West.
Efterträdde sin bror som hertig 1893, efter hans död i svår diabetes. 
Gift 1888 med Mary du Caurroy Tribe (omkom i flygolycka den 22 mars 1937).
Hertigen gjorde en militär karriär, avslutad som överste och fungerade i perioder som adjutant hos Edvard VII och Georg V av England.
Han utnämndes till juris hedersdoktor av universitetet i Edinburgh 1906. Han var också medlem av the Royal Society från 1908.

## Barn
- Hastings Sackville Russell, 12:e hertig av Bedford (1888–1953); gift 1914 med Louisa Crommelin Roberta Jowitt Whitwell (1892–1960)